# ロバート・シオドマク
ロバート・シオドマク(Robert Siodmak, 1900年8月8日 - 1973年8月10日) は、ドイツ・アメリカ合衆国の映画監督。主にフィルム・ノワールを多く撮った。

## 略歴
ドレスデン生まれ。弟のカートは脚本家、小説家。舞台監督の後に、ドイツ人映画監督カーティス・バーンハートの編集者・シナリオ作家となる。
ユダヤ系であったため、ナチの台頭に伴い、ドイツを逃れて、パリを経てハリウッドに移る。しかしその後、アメリカでの赤狩り時代にはパリへ戻った。

## 主な作品
- 日曜日の人々 Menschen am Sonntag (1930) ※エドガー・G・ウルマーとの共同監督
- 人間廃業 Der Mann, der seinen Mörder sucht (1931)
- 激情の嵐 Sturme der Leidenschaft (1932)
- フロウ氏の犯罪 Mister Flow (1936)
- 夜の悪魔 Son of Dracula (1943)
- 幻の女 Phantom Lady (1944)
- 容疑者 The Suspect (1945)
- らせん階段 The Spiral Staircase (1945)
- 暗い鏡 The Dark Mirror (1946)
- 殺人者 The Killers (1946)
- 都会の叫び Cry of the City (1948)
- 裏切りの街角 Criss Cross (1949)
- 真紅の盗賊 The Crimson Pirate（1952）
- 外人部隊 Le Grand Jeu (1953)
- カスター将軍 Custer of the West  (1967)